# Mynes geoffroyi
Mynes geoffroyi är en fjärilsart som beskrevs av Guérin-ménéville 1829. Mynes geoffroyi ingår i släktet Mynes och familjen praktfjärilar. Inga underarter finns listade i Catalogue of Life.

## Bildgalleri

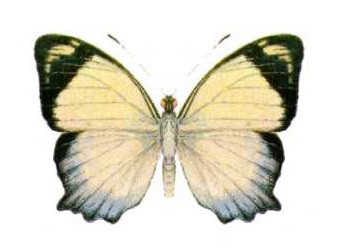